# Gare de La Roche-sur-Yon
Pour les articles homonymes, voir Gare de La Roche (homonymie).
La gare de La Roche-sur-Yon est une gare ferroviaire française située sur le territoire de la commune de La Roche-sur-Yon, préfecture du département de la Vendée en région Pays de la Loire.
Gare de bifurcation, elle se trouve sur la ligne de Nantes-Orléans à Saintes et sur la ligne des Sables-d'Olonne à Tours. Elle était également sur la ligne de Nantes-État à La Roche-sur-Yon par Sainte-Pazanne jusqu'à son déclassement en 1996.
Elle est mise en service en 1866, sous le nom de Napoléon-Vendée, par la Compagnie des chemins de fer de la Vendée. C'est une gare de la Société nationale des chemins de fer français (SNCF), desservie par des TGV inOui, des trains Intercités et des trains express régionaux TER Pays de la Loire. Elle assure également le service du fret.

## Situation ferroviaire
Établie à 74 mètres d'altitude, la gare de La Roche-sur-Yon est située au point kilométrique (PK) 75,999 de la ligne de Nantes-Orléans à Saintes, entre les gares ouvertes de Belleville (Vendée) et de Luçon. Elle est séparée de cette dernière par les gares aujourd'hui fermées de Nesmy, Les Courtesolles, Champ-Saint-Père, La Bretonnière et Les Magnils-Reigniers.
Gare de bifurcation, elle se trouve également au PK 36,055 de la ligne des Sables-d'Olonne à Tours, entre les gares ouvertes de La Mothe-Achard et de La Chaize-le-Vicomte. Elle est séparée de la gare de La Mothe-Achard par les gares aujourd'hui fermées de Sainte-Flaive-des-Loups et Les Clouzeaux. Enfin, la gare était le terminus de la ligne de Nantes-État à La Roche-sur-Yon par Sainte-Pazanne, au PK 110,47, après la gare de La Génétouze, ligne déclassée entre l'ancienne gare de Commequiers et La Roche-sur-Yon.

## Histoire

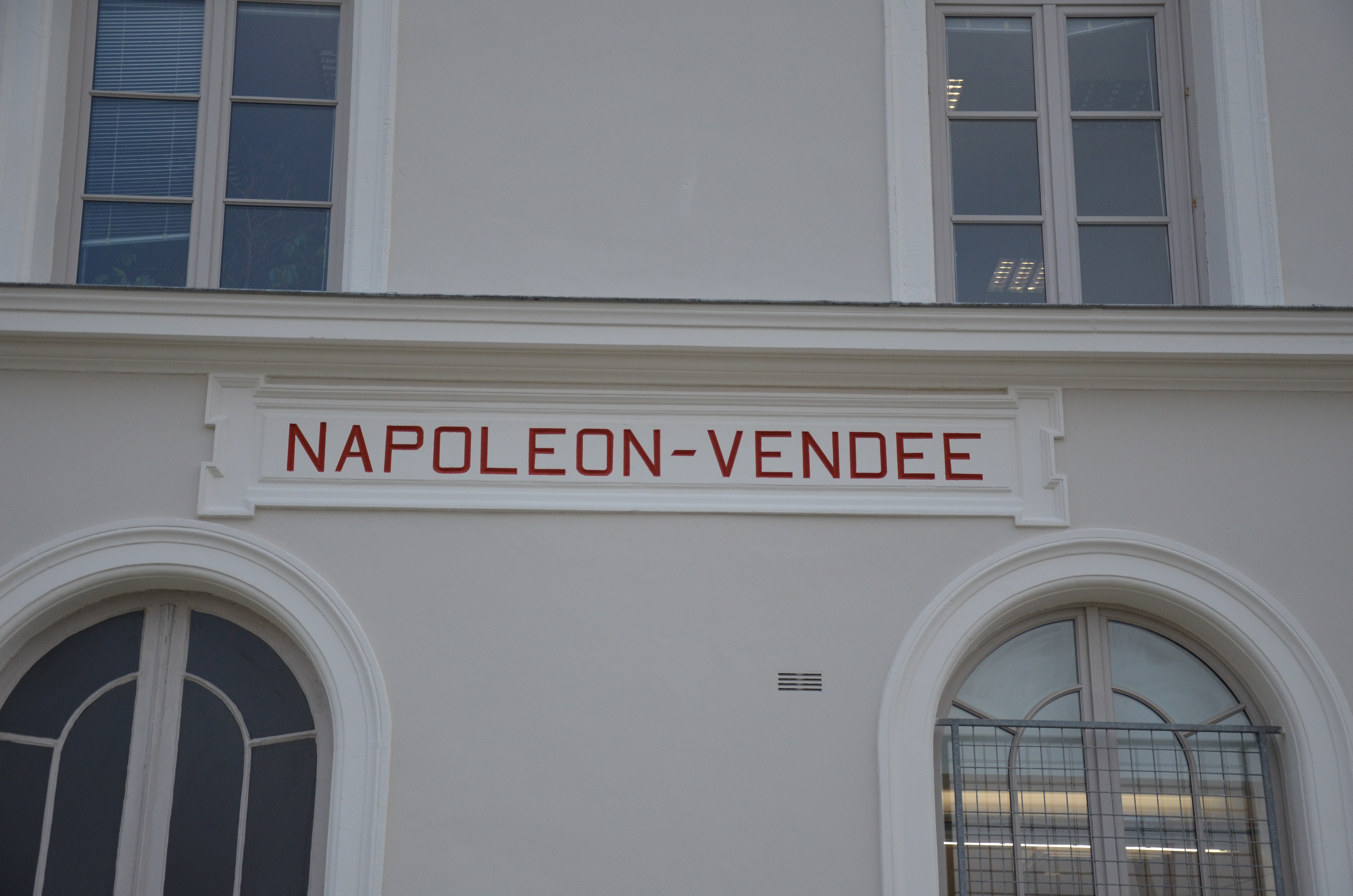
La gare est mise en service sous le nom de Napoléon-Vendée en 1866.

En 1861, à travers toutes les contrées de la Vendée, les résidents étaient captivés par l'évocation de ces mécanismes extraordinaires promettant de révolutionner les déplacements terrestres.  
Le commencement, établi le 16 janvier 1861 et présenté au conseil général ainsi qu'aux conseils municipaux, engendra une vive controverse en raison des décisions relatives à son implantation. La municipalité de La Roche-sur-Yon, alors dénommée Napoléon-Vendée, fut la première à appréhender l'importance que pourrait revêtir, pour le commerce local, l'instauration des lignes reliant Nantes à La Rochelle et Tours aux Sables-d'Olonne par l'entremise de Napoléon-Vendée. Dans cet objectif, le maire de ladite ville, Eugène Brethé, réalise un voyage à Paris afin de plaider devant l'empereur Napoléon III les intérêts de ses administrés.
un décret émis le 14 juin 1861 déclara d'utilité publique la construction d'une ligne de chemin de fer reliant Napoléon-Vendée aux Sables-d'Olonne et à Bressuire. Cette concession fut accordée à la Compagnie de Vendée le 12 novembre 1862. Le projet de loi correspondant fut présenté au Parlement le 12 janvier de l'année suivante et fut ratifié le 4 mars. Les statuts de la compagnie furent officiellement approuvés par décret le 31 octobre 1863. Les travaux débutèrent au printemps de 1864, se basant sur les études préalables réalisées en 1855 par l'ingénieur civil Rabouin O'Sullivan.  
De manière équivalente, la concession pour la construction de la ligne de chemin de fer reliant Nantes à Napoléon-Vendée fut allouée à la Compagnie d'Orléans par décret en date du 11 avril 1857. Les études pour ce projet, amorcées seulement à partir de 1860, furent caractérisées par leur longueur et leur complexité. Le projet fut finalement validé en février 1863, et les travaux d'infrastructure furent menés à leur terme.
La gare de « Napoléon Vendée » est mise en service le 30 décembre 1866 par la Compagnie du chemin de fer de Paris à Orléans (PO), lorsqu'elle ouvre à l'exploitation sa ligne de Nantes à Napoléon Vendée. C'est également ce même jour que la Compagnie des chemins de fer de la Vendée met en service sa ligne des Sables d'Olonne à Napoléon Vendéele 27 mars 1871. 
La ligne entre La Roche-sur-Yon et La Rochelle est achevée par la Compagnie des Charentes. Puis les lignes vers Bressuire et Saint-Gilles-Croix-de-Vie ont été ouvertes. 
Durant la Libération, la gare fut bombardée le 22 et le 24 juin 1944. Le bâtiment a été sérieusement atteint.  
Le trafic voyageurs vers Commequiers disparait le 18 janvier 1970, et le trafic marchandise le 1er février 1971. Il reste cependant un trafic fret jusqu'à Coëx qui disparaîtra en 1995, avant le déclassement officiel de la ligne le 10 avril 1996. La ligne a fait place à une piste cyclable.
Trois embranchements importants étaient rattachés à la gare. Le premier est celui desservant la Zone Industrielle Sud (route d'Aubigny), avec un faisceau à trois voies embranché sur la ligne en direction de Luçon. Ce site est totalement abandonné et les voies déposées en 2014. Le second se situe en direction des Sables-d'Olonne, où il y a toujours une voie mère desservant trois voies d'embranchement inutilisées actuellement mais toujours raccordées au Réseau ferré national (RFN). Le troisième, situé en direction de Bressuire, est une voie desservant un complexe frigorifique pour l'agroalimentaire, en partie recouverte de bitume et déconnectée du RFN.
En 2000, les rames TGV desservent La Roche-sur-Yon et Les Sables-d'Olonne depuis Paris grâce à la volonté du président du Conseil général de la Vendée, Philippe de Villiers. La ligne entre Nantes et Les Sables-d'Olonne n'étant pas électrifiée, la SNCF a proposé, à contre-cœur, comme solution technique, de faire tracter les rames de TGV par une locomotive diesel CC 72000. Cet attelage que l'on ne rencontre qu'en situation dégradée habituellement lors de pannes d'un TGV, devait permettre aux voyageurs en provenance de Paris de rejoindre Les Sables-d'Olonne sans changement en gare de Nantes. 

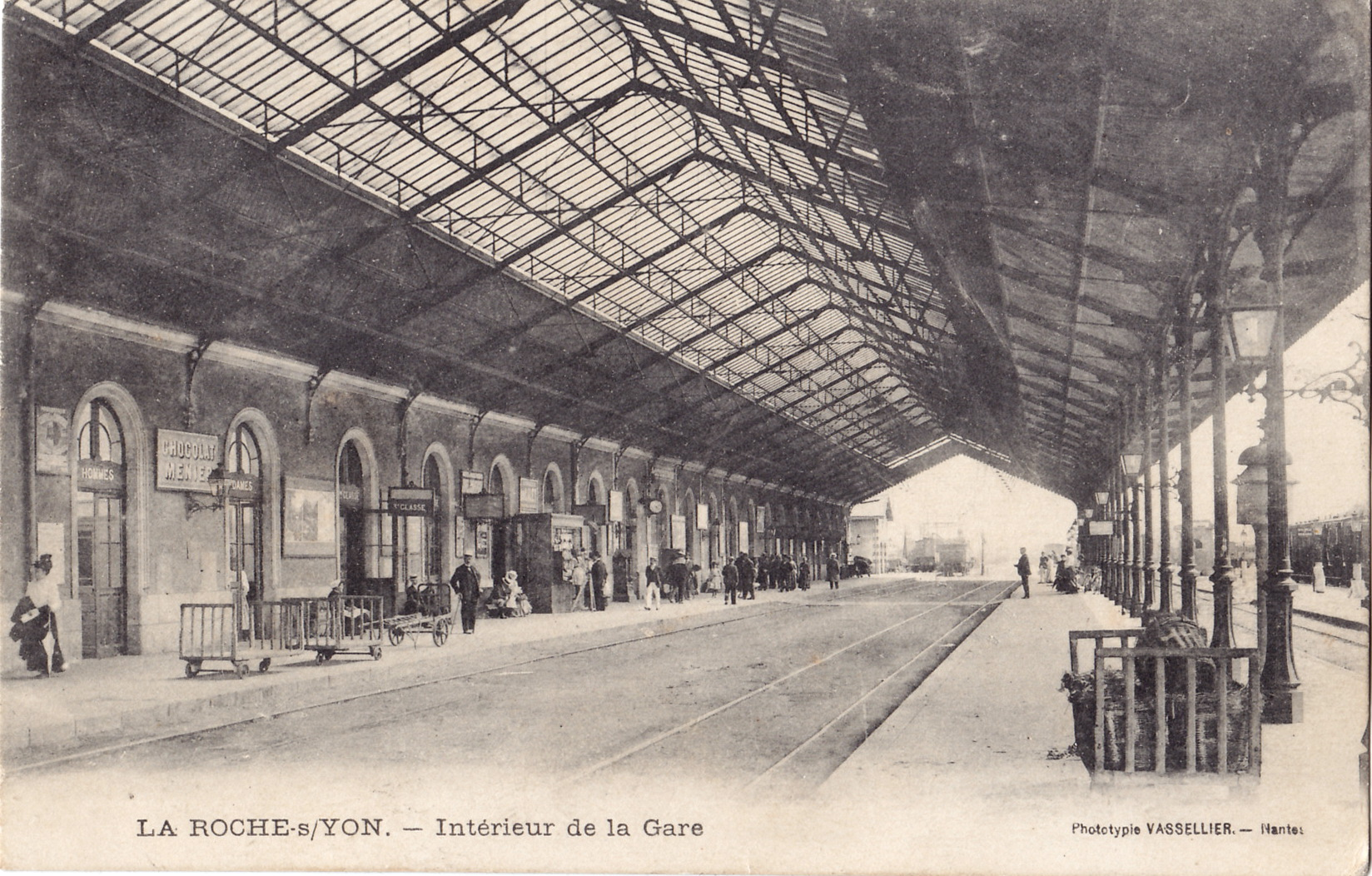
La verrière de la gare, dans les années 1910.

Ce dispositif temporaire aurait dû disparaître lors de l'électrification de la ligne prévue initialement en 2006. Il était subventionné par le département de la Vendée, la région des Pays de la Loire, les communautés de communes du Pays Yonnais et des Olonnes. Le « TGV Vendée » (appelé « TGV Mogette » par ses détracteurs) a cessé d'exister en décembre 2004 en raison des coûts d'exploitation sans cesse plus élevés que ne souhaitait pas supporter la Région (la SNCF annonçait 1,5 M€ de surcoût par an). Les détracteurs de ce TGV tracté craignant que la circulation d'un TGV en traction autonome ne fasse perdre tout espoir d'électrification de la ligne. Ce fut le contraire : la très bonne fréquentation de cet éphémère  TGV tracté (augmentation de la fréquentation de 50 %, en moins d'une année) a assuré l'électrification de la ligne envisagée dès 2001.
Pour les besoins de modernisation de la gare (remplacement de la signalisation mécanique par une signalisation lumineuse, électrification des voies avec voies banalisées en gare, etc.), les trois postes à commandes individuelles à leviers ont cessé de fonctionner le 20 janvier 2008 pour être remplacés par un poste d'aiguillage informatique à technologie PC.
L'électrification de la ligne Nantes - La Roche-sur-Yon - Les Sables-d'Olonne s'est achevée fin 2008. Le 14 décembre, les premiers TGV à traction électrique entraient en gare de La Roche-sur-Yon ,. Une passerelle piétonne, remplaçant la première qui datait de 1908, conçue par les architectes Bernard Tschumi et Hugh Dutton Associés, ainsi que des parkings ont été inaugurés le 6 février 2010 tandis que le bâtiment voyageurs rénové le fut le 31 août 2010.
C’est entre 2013 et 2014 que le parvis de la gare est rénové. À cette occasion, un hôtel de 72 chambres est créé, imaginé par le designer Patrick Jouin, et situé directement sur le parvis. Cette rénovation a permis la modernisation et la mise aux normes de la gare ou encore l'apparition d’un pôle multimodal qui permet les échanges faciles entre trains, cars, taxis, voitures et vélos.[réf. nécessaire],
Le réaménagement de la zone de la gare s’est aussi inscrit avec le développement d'espace de bureaux, la Caisse d’Allocations Familiales de la Vendée y est installée.

## Service des voyageurs

### Accueil

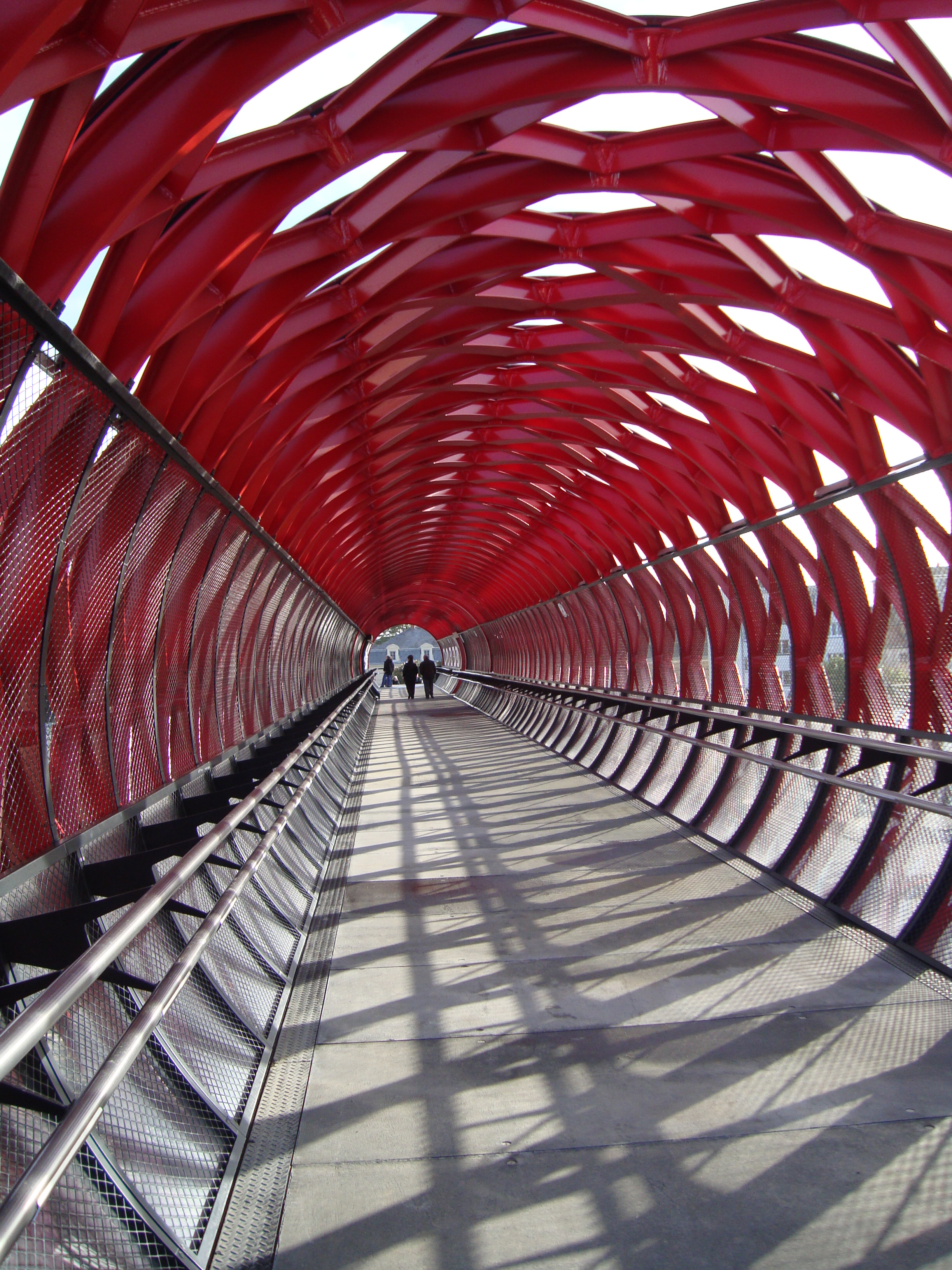
L'intérieur de la passerelle.

La gare SNCF de La Roche-sur-Yon dispose d'un bâtiment voyageurs, avec guichets, ouvert tous les jours et équipé de distributeurs automatiques de titres de transport. C'est une gare « Accès Plus » disposant d'aménagements pour l'accessibilité des personnes à mobilité réduite.

### Desserte

#### TGV Atlantique
La gare est desservie par deux allers-retours quotidiens (trois en été) assurés en TGV inOui, circulant entre Paris-Montparnasse et Les Sables-d'Olonne, via Nantes.

#### Intercités

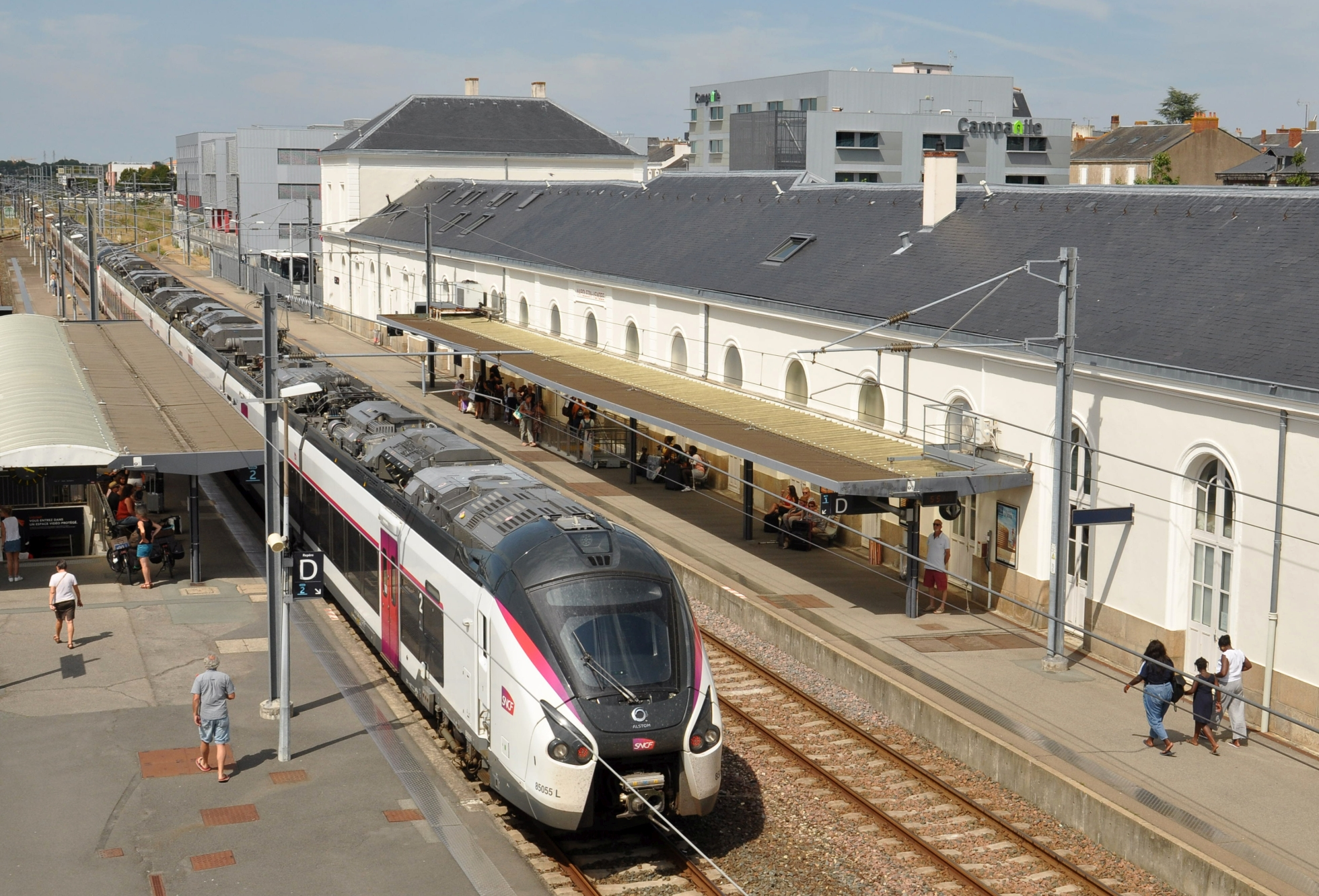
Intercités Bordeaux - Nantes à La Roche-sur-Yon.

La gare est desservie par quatre allers-retours quotidiens Intercités (avec renforts en fin de semaine et l'été) circulant entre Nantes et Bordeaux-Saint-Jean.

#### TER Pays de la Loire
La Roche-sur-Yon est desservie par des trains TER Pays de la Loire circulant principalement entre Nantes et Les Sables-d'Olonne.
Elle est desservie aussi par un aller-retour TER en semaine circulant entre Nantes et La Rochelle-Ville.

En semaine, elle est également desservie par un aller-retour TER à destination de Tours via Saumur, et par trois allers-retours à destination de Chantonnay, ces trains ne circulant pas en juillet et août. Il existe également un aller-retour à destination de Chantonnay les dimanches soir d'octobre à avril. Depuis l'été 2013, la gare est également desservie par un aller-retour TER circulant entre Saumur et Les Sables-d'Olonne les samedis et dimanches de juillet et août, afin de permettre de passer l'après-midi ou le week-end dans la station balnéaire des Sables-d'Olonne (« train des plages »),,.

### Intermodalité
La gare est desservie par les lignes de bus nos 2, 6, 7A, 7B, B et M du réseau urbain Impulsyon.
Elle est desservie par des autocars interurbains du réseau régional Aléop.  
Elle est équipée de parkings pour vélos et véhicules routiers.

## Service des marchandises
Cette gare est ouverte au service du fret (train entier), et est une base importante pour l'activité Infra (entretien des voies). Depuis trois ans, une timide reprise du service fret est perçue, grâce notamment à l'entreprise PRB, situé à La Mothe-Achard et possédant son embranchement, qui expédie deux trains complets par semaine. Un autre trafic est récemment apparu en liaison avec la construction de la LGV SEA, qui nécessite produits de sous couche et ballast, en provenance des carrières de La Meilleraie, à destination de la région Bordelaise. Du trafic de transit existe aussi sous la forme de trains complets d'huile végétale à destination de la raffinerie de Donges.